# Lamanai
Lamanai (da Lama'an Ai, "coccodrillo sommerso" nella lingua maya yucateca) è un sito archeologico costruito dalla civiltà Maya, situato in Belize nel distretto di Orange Walk. Il nome del sito ha origini precolombiane, registrato da missionari spagnoli nel XVI secolo e documentato mille anni prima sulle iscrizioni geroglifiche come Lam'an'ain.

## Storia
La zona di Lamanai venne occupata in epoche antiche. La città diventò un centro importante nel periodo pre-classico, dal IV secolo a.C. al I secolo, e continuò a venire occupata fino al XVII secolo. Durante le incursioni spagnole nello Yucatán vennero create due chiese cattoliche, tuttora ristrutturate periodicamente.
La maggior parte del sito non venne esaminata fino al 1975 circa. Gli scavi archeologici sono maggiormente concentrati sulle strutture più grandi, come il Tempio delle Maschere, la Struttura N10-9 Tempio delle Maschere del Giaguaro, e il Tempio Alto. La cima del Tempio Alto permette di vedere il paesaggio della giungla vicino a un lago, parte del fiume New.
Una parte del Tempio del Giaguaro rimane sotto ad uno strato di arbusti e di giungla.

## Ricerche
Una prima descrizione dettagliata delle rovine venne stilata nel 1917 da Thomas Gann. Gli scavi archeologici iniziarono nel 1974 sotto il comando di David M. Pendergast del Royal Ontario Museum, che continuarono a essere effettuati fino al 1988. Almeno fino al 2004 si sono svolti altri scavi, eseguiti da una squadra proveniente dai villaggi di Indian Church e San Carlos. Il progetto attuale è codiretto da Elizabeth Graham (Institute of Archaeology, University College di Londra) e da Scott Simmons (University of North Carolina di Wilmington). Dal 2006 le ricerche si sono svolte ponendo maggiore attenzione verso l'analisi dei manufatti.

## Sito moderno e turismo
Lamanai è accessibile ai turisti, con gite organizzate in barca sul fiume New a partire da Orange Walk Town. È presente un piccolo museo che mostra i manufatti dei Maya e fornisce un quadro storico della zona.